# Équipe de Namibie de football à la Coupe d'Afrique des nations 2019
L’équipe de Namibie de football participe à la Coupe d'Afrique 2019 organisée en Égypte du 21 juin au 19 juillet 2019. Les joueurs de Ricardo Mannetti sont éliminés au premier tour après trois défaites.

## Qualifications
La Namibie est placée dans le groupe K des qualifications qui se déroulent du 9 juin 2017 au 23 mars 2019. Elle obtient sa qualification au cours de la dernière journée.

### Résultats
| Rang | Équipe        | Pts | J | G | N | P | Bp | Bc | Diff |  | Résultats (▼ dom., ► ext.) |     |     |     |     |
| ---- | ------------- | --- | - | - | - | - | -- | -- | ---- |  | -------------------------- | --- | --- | --- | --- |
| 1    | Guinée-Bissau | 9   | 6 | 2 | 3 | 1 | 8  | 7  | +1   |  | Guinée-Bissau              |     | 1-0 | 2-2 | 2-1 |
| 2    | Namibie       | 8   | 6 | 2 | 2 | 2 | 5  | 7  | -2   |  | Namibie                    | 0-0 |     | 1-0 | 1-1 |
| 3    | Mozambique    | 8   | 6 | 2 | 2 | 2 | 7  | 7  | 0    |  | Mozambique                 | 2-2 | 1-2 |     | 1-0 |
| 4    | Zambie        | 7   | 6 | 2 | 1 | 3 | 8  | 7  | +1   |  | Zambie                     | 2-1 | 4-1 | 0-1 |     |

| 10 juin 2017 | Guinée-Bissau | 1 - 0 | Namibie |                                                         |                                                         |
| 16h00 UTC    | Gomes 23e     | (1-0) |         | Stade du 24-Septembre, Bissau Arbitrage : Daniel Laryéa | Stade du 24-Septembre, Bissau Arbitrage : Daniel Laryéa |
| 16h00 UTC    | Rapport       |       |         | Stade du 24-Septembre, Bissau Arbitrage : Daniel Laryéa | Stade du 24-Septembre, Bissau Arbitrage : Daniel Laryéa |

| 8 septembre 2018 | Namibie      | 1 - 1 | Zambie       |                                                         |                                                         |
| 16h00 (UTC+2)    | Shilongo 79e | (0-0) | 90+2e Shonga | Stade Sam Nujoma, Windhoek Arbitrage : Juste Ephrem Zio | Stade Sam Nujoma, Windhoek Arbitrage : Juste Ephrem Zio |
| 16h00 (UTC+2)    | Rapport      |       |              | Stade Sam Nujoma, Windhoek Arbitrage : Juste Ephrem Zio | Stade Sam Nujoma, Windhoek Arbitrage : Juste Ephrem Zio |

| 13 octobre 2018 | Mozambique | 1 - 2 | Namibie                  |                                                                 |                                                                 |
|                 | Mexer 26e  | (1-0) | 69e Shitembi · 90e Hotto | Stade du Zimpeto, Maputo Arbitrage : Helder Martins de Carvalho | Stade du Zimpeto, Maputo Arbitrage : Helder Martins de Carvalho |
|                 | Rapport    |       |                          | Stade du Zimpeto, Maputo Arbitrage : Helder Martins de Carvalho | Stade du Zimpeto, Maputo Arbitrage : Helder Martins de Carvalho |

| 16 octobre 2018 | Namibie       | 1 - 0 | Mozambique |                                                             |                                                             |
| 19h00 (UTC+2)   | Shalulile 72e | (0-0) |            | Stade Sam Nujoma, Windhoek Arbitrage : Jean Marc Ganamandji | Stade Sam Nujoma, Windhoek Arbitrage : Jean Marc Ganamandji |
| 19h00 (UTC+2)   | Rapport       |       |            | Stade Sam Nujoma, Windhoek Arbitrage : Jean Marc Ganamandji | Stade Sam Nujoma, Windhoek Arbitrage : Jean Marc Ganamandji |

| 17 novembre 2018 | Namibie | 0 - 0 | Guinée-Bissau |                                                              |                                                              |
|                  |         | (0-0) |               | Stade Sam Nujoma, Windhoek Arbitrage : Noureddine El Jaafari | Stade Sam Nujoma, Windhoek Arbitrage : Noureddine El Jaafari |
|                  | Rapport |       |               | Stade Sam Nujoma, Windhoek Arbitrage : Noureddine El Jaafari | Stade Sam Nujoma, Windhoek Arbitrage : Noureddine El Jaafari |

| 23 mars 2019 | Zambie                                       | 4 - 1 | Namibie      |                                                             |                                                             |
|              | Mulenga 12e 82e · Malama 55e · Kambole 90+2e | (1-0) | 90e Katupose | National Heroes Stadium, Lusaka Arbitrage : Bernard Camille | National Heroes Stadium, Lusaka Arbitrage : Bernard Camille |
|              | Rapport                                      |       |              | National Heroes Stadium, Lusaka Arbitrage : Bernard Camille | National Heroes Stadium, Lusaka Arbitrage : Bernard Camille |

### Statistiques

#### Buteurs
| Buts | Joueurs                                                                      |
| ---- | ---------------------------------------------------------------------------- |
| 1    | Deon Hotto, Muna Katupose, Peter Shalulile, Benson Shilongo, Petrus Shitembi |

## Préparation
La Namibie effectue un stage de préparation à Dubaï. Elle y bat le Ghana en amical le 9 juin (1-0).
| 9 juin 2019 | Ghana | 0 - 1 | Namibie    |       |       |
| 17h30       |       | (0-1) | 35e Starke | Dubaï | Dubaï |

## Compétition

### Tirage au sort
Le tirage au sort de la CAN se déroule le 12 avril 2019 au Caire, face au Sphinx et aux Pyramides. La Namibie est placée dans le chapeau 4 en raison de son classement FIFA.
Le tirage au sort donne alors comme adversaires des Namibiens, le Maroc (chapeau 1, 45e au classement FIFA), la Côte d'Ivoire (chapeau 2, 65e) et l'Afrique du Sud (chapeau 3, 73e) dans le groupe D.

### Effectif
La sélection de la Namibie est dévoilée après le match amical remporté face au Ghana.

### Phase de poules
| Rang | Équipe         | Pts | J | G | N | P | Bp | Bc | Diff |  | Résultats (▼ dom., ► ext.) |     |     |     |     |
| ---- | -------------- | --- | - | - | - | - | -- | -- | ---- |  | -------------------------- | --- | --- | --- | --- |
| 1    | Maroc          | 9   | 3 | 3 | 0 | 0 | 3  | 0  | +3   |  | Maroc                      |     | 1-0 | 1-0 | 1-0 |
| 2    | Côte d'Ivoire  | 6   | 3 | 2 | 0 | 1 | 5  | 2  | +3   |  | Côte d'Ivoire              | 0-1 |     | 1-0 | 4-1 |
| 3    | Afrique du Sud | 3   | 3 | 1 | 0 | 2 | 1  | 2  | -1   |  | Afrique du Sud             | 0-1 | 0-1 |     | 1-0 |
| 4    | Namibie        | 0   | 3 | 0 | 0 | 3 | 1  | 6  | -5   |  | Namibie                    | 0-1 | 1-4 | 0-1 |     |

     Équipe qualifiée ou victorieuse; Pts = points; J = joués; G = gagnés; N = nuls; P = perdus;
Bp = buts pour; Bc = buts contre; Diff = différence de buts
| 23 juin 2019 | Maroc              | 1 - 0   | Namibie        | Stade Al Salam, Le Caire                         |                                                  |
| 16h30 CAT    | Keimuine 89e (csc) | (0 - 0) |                | Spectateurs : 6 857 Arbitrage : Louis Hakizimana | Spectateurs : 6 857 Arbitrage : Louis Hakizimana |
| 16h30 CAT    |                    | Rapport | 90+3e Keimuine | Spectateurs : 6 857 Arbitrage : Louis Hakizimana | Spectateurs : 6 857 Arbitrage : Louis Hakizimana |

| 28 juin 2019 | Afrique du Sud | 1 - 0   | Namibie                             | Stade Al Salam, Le Caire |                     |
| 22h00 CAT    | Zungu 68e      | (0 - 0) |                                     | Arbitrage : Issa Sy      | Arbitrage : Issa Sy |
| 22h00 CAT    | Zwane 79e      | Rapport | 46e Starke · 71e Horaeb · 87e Hotto | Arbitrage : Issa Sy      | Arbitrage : Issa Sy |

| 1er juillet 2019 | Namibie      | 1 - 4   | Côte d'Ivoire                                | Stade du 30 Juin, Le Caire |                          |
| 18h00 CAT        | Kamatuka 71e | (0-1)   | 39e Gradel · 58e Dié · 84e Zaha · 89e Cornet | Arbitrage : Peter Waweru   | Arbitrage : Peter Waweru |
| 18h00 CAT        | Hotto 78e    | Rapport |                                              | Arbitrage : Peter Waweru   | Arbitrage : Peter Waweru |